# Calafat
Calafat (rumænsk udtale: [kalaˈfat]  ( hør)) er en by i distriktet Dolj  i det sydlige Rumænien, i regionen Oltenien. Byen har 13.807 (2021) indbyggere, og ligger ved floden Donau, overfor den bulgarske by Vidin, som den er forbundet med ved Calafat-Vidin-broen, der blev åbnet i 2013. Efter ødelæggelsen af broerne i senantikken var Calafat i århundreder forbundet med den sydlige bred af Donau med båd og senere med færge.
Byen administrerer tre landsbyer: Basarabi,Golenți og Ciupercenii Vechi.

## Historie
Den blev grundlagt i det 14. århundrede af kolonister fra Genova. . Disse kolonister beskæftigede generelt et stort antal arbejdere (Calafatis) med at reparere skibe. Denne industri gav byen sit navn.
I januar 1854, under Krimkrigen, da russiske styrker sejlede op ad Donau, foretog Ahmed Pasha, der kommanderede tyrkiske styrker ved Calafat,  et overraskelsesangreb (Slaget ved Cetate (en)) på den midlertidige russiske garnison i nærheden af Cetate, som var under kommando af oberst Alexander von Baumgarten (de). Dette afledte det indledende russiske angreb og gav Ahmed Pasha mulighed for at konsolidere sine styrker i Calafat.  Den 28. januar nåede russerne under kommando af general Joseph Carl von Anrep Calafat og indledte belejringen af Calafat, der varede indtil maj. Anrep blev ramt af sygdom og var ikke i stand til at indtage byen og trak sig tilbage.
Calafat blev fik byrettigheder i 1997.